# بورتال 2
بورتال (بالإنجليزية: Portal 2)‏ هي لعبة ألغاز من منظور الشخص الأول مطورة ومنشورة من قبل فالف هي تتمة للعبة الأولى عام 2007. أعلنت في 5 مارس2010 ثم نشرت في 18 أبريل 2011. نشرت اللعبة عبر ستيم لأنظمة مايكروسوفت ويندوز وماك أو أس، بينما السلع المباعة بالتجزئة على مايكروسوفت ويندوزو ماك أو أس بلاي ستيشن 3 وإكس بوكس 360 منشورة من قبل إلكترونيك آرتس.

## الأسلوب
بورتال 2 مثل بورتال الأولى حيث تعتمد اللعبة على حل الألغاز بواسطة تنقل الشخصية أو أغراض بسيطة بالبوابات بدون قطع مسافة باستخدام «سلاح البوابات». اللعبة تعتمد على حل الألغاز بواسطة هذه البوابات.
ضمن اللعب الفردي يرجع اللاعب كالشخصية شيل (بالإنجليزية: Chell)‏ التي استيقظت من الغيبوبة بعد عدة سنين ويجب أن تتنقل في الأبارشتر ساينس المهدم وغرف اختباراته بواسطة «سلاح البوابات» بينما الأبارشتر ساينس يعاد بنائه من قبل جلادوس.
أيضا بورتال 2 تقدم اللعب التعاوني بين لاعبين لحل الألغاز بواسطة «سلاح البوابات».

## روابط خارجية
- بورتال 2 على موقع IMDb (الإنجليزية)